# アレクサンドル・ボゴモーレツ
アレクサンドル・ボゴモーレツ（Alexander Bogomolets, ロシア語: Алекса́ндр Алекса́ндрович Богомо́лец, ウクライナ語: Олекса́ндр Олекса́ндрович Богомо́лець、1881年5月24日-1946年7月19日）は、ウクライナの病態生理学者である。父親のアレクサンドル・M・ボゴモーレツ（1850年-1935年）は、医師、革命家である。
ウクライナ国立学士院の会長やキエフの臨床生理学研究所（現在のボゴモーレツ生理学研究所）の所長を務めた。彼の研究室はグルジアにあったが、科学アカデミー付属の恒久的な研究ユニットを持っていた。ジョレス・メドヴェージェフによると、これは研究室のメンバーに寿命の延長の研究をしてほしかったヨシフ・スターリンの意向によるものと言われる。彼は、抗細網系細胞毒血清を開発した。

## 受賞等
- 社会主義労働英雄（1944年2月4日） - 怪我や骨折の治療に有益な物質を作成し、科学における顕著な業績を残したことに対して
- レーニン勲章2度
- 祖国戦争勲章1等
- w:Medal "For Valiant Labour in the Great Patriotic War 1941-1945"

## 著書
- The Prolongation of Life, by Alexander A. Bogomolets. Translated by Peter V. Karpovich, M.D., and Sonia Bleeker, Bogomolets, O. O. (Oleksandr Oleksandrovych), 1881–1946, New York, Essential Books, Duell, Sloan & Pearce, Inc. [1946]